# Greatford
Greatford är en ort och civil parish i Storbritannien.   Den ligger i grevskapet Lincolnshire och riksdelen England, i den sydöstra delen av landet, 130 km norr om huvudstaden London. Greatford ligger 16 meter över havet och antalet invånare är 260.
Terrängen runt Greatford är platt. Runt Greatford är det tätbefolkat, med 427 invånare per kvadratkilometer. Närmaste större samhälle är Peterborough, 16,7 km sydost om Greatford. Trakten runt Greatford består till största delen av jordbruksmark.